# György Nébald
György Nébald (* 9. března 1956 Budapešť, Maďarsko) je bývalý maďarský sportovní šermíř, který se specializoval na šerm šavlí. Bratr Rudolf Nébald a manželka Ildikó Minczaová-Nébaldová reprezentovali Maďarsko v šermu.
Maďarsko reprezentoval v sedmdesátých, osmdesátých a na začátku devadesátých let. Na olympijských hrách startoval v roce 1980, 1988 a 1992 v soutěži jednotlivců a družstev. V roce 1984 přišel o účast na olympijských hrách kvůli bojkotu. V soutěži jednotlivců se na olympijských hrách 1988 umístil na pátém místě. V roce 1985 a 1990 získal titul mistra světa v soutěži jednotlivců. S maďarským družstvem šavlistů vybojoval na olympijských hrách jednu zlatou (1988), jednu stříbrnou (1992) a jednu bronzovou (1980) olympijskou medaili. V roce 1978, 1981, 1982 a 1991 vybojoval s družstvem titul mistra světa a v roce 1991 titul mistra Evropy.